# Саввинский сельский округ (Егорьевский район)
Саввинский сельский округ — упразднённая административно-территориальная единица, существовавшая на территории Егорьевского района Московской области в 1994—2006 годах.
Саввинский сельсовет был образован в первые годы советской власти. По данным 1923 года он входил в состав Поминовской волости Егорьевского уезда Московской губернии.
В 1926 году Саввинский с/с включал село Ново-Егорье, деревни Бруски, Лосево и Саввино.
В 1929 году Саввинский с/с был отнесён к Егорьевскому району Орехово-Зуевского округа Московской области. При этом к нему был присоединён Власовский с/с.
14 июня 1954 года к Саввинскому с/с был присоединён Поминовский с/с.
15 апреля 1959 года из Саввинского с/с в Селиваниховский были переданы селения Болдино, Забелино, Незгово, Палкино и Таняевская.
27 июня 1959 года к Саввинскому с/с был присоединён Мартыновский с/с.
22 апреля 1960 года из Селиваниховского с/с в Саввинский с/с были возвращены селения Болдино, Незгово и Таняевская.
1 февраля 1963 года Егорьевский район был упразднён и Саввинский с/с вошёл в Егорьевский сельский район. 11 января 1965 года Саввинский с/с был передан в восстановленный Егорьевский район.
6 марта 1975 года к Саввинскому с/с был присоединён Коробятский сельсовет. Одновременно из Саввинского с/с в Клеменовский были переданы селения Артёмовская, Дёминская, Незгово и Таняевская.
19 октября 1990 года к Саввинскому с/с был присоединён Лесковский с/с.
3 февраля 1994 года Саввинский с/с был преобразован в Саввинский сельский округ.
21 июня 2004 года к Саввинскому с/о был присоединён Больше-Гридинский сельский округ. Одновременно из Клеменовского с/о в Саввинский были переданы селения Артёмовская, Василёво, Дёминская, Забелино, Иваново, Иншино, Костино, Незгово, Панино, Спасс-Леоновщина, Суханово, Таняевская, Титовская и Трубицино. При этом центр Саввинского с/о был перенесён из деревни Поминово в деревню Саввино.
В ходе муниципальной реформы 2004—2005 годов Саввинский сельский округ прекратил своё существование как муниципальная единица. При этом все его населённые пункты были переданы в сельское поселение Саввинское.
29 ноября 2006 года Саввинский сельский округ исключён из учётных данных административно-территориальных и территориальных единиц Московской области.